# Skip Saylor Recording
Skip Saylor Recording — американська студія звукозапису, заснована 1980 року.

## Про студію
Засновником компанії Skip Saylor Recording став американський звукоінженер Скіп Сейлор. Починаючи з 1980 року Сейлор працював як незалежний фахівець з багатьма студіями в Лос-Анджелесі. Понад 20 років він мав власну студію в лос-анджелеському районі Ларчмонт, 2002 року придбав трикімнатне приміщення студії Devonshire Studios в Північному Голлівуді, а 2006 року побудував окрему студію у двоповерховій будівлі на ранчо неподалік аеропорту Ван-Найс в долині Сан-Фернандо. Сейлор використовує у своїй роботі як сучасне цифрове, так і класичне аналогове обладнання, накшталт 100-канальної мікшерної консолі SSL, з якою працює з середини 1990 років.
Серед альбомів, запис яких проходив на старій студії Скіпа Сейлора в Ларчмонті, k.d. lang — Ingenue (1992), Guns N’ Roses⁣ — Use Your Illusion I & II (1991—1992), Ice Cube — The Predator (1992), Santana — Supernatural (1999), Boyz II Men — ⁣II (1994) та Foo Fighters — The Colour and the Shape (1997). Пізніше він зводив треки для таких виконавців, як Біллі Рей Сайрус, репер DDG, French Montana, Flo Rida, Коді Крістіан, Glasses Malone, Кендрік Ламар, Dave East, Fridayy та Mack 10.